# Forêt communautaire

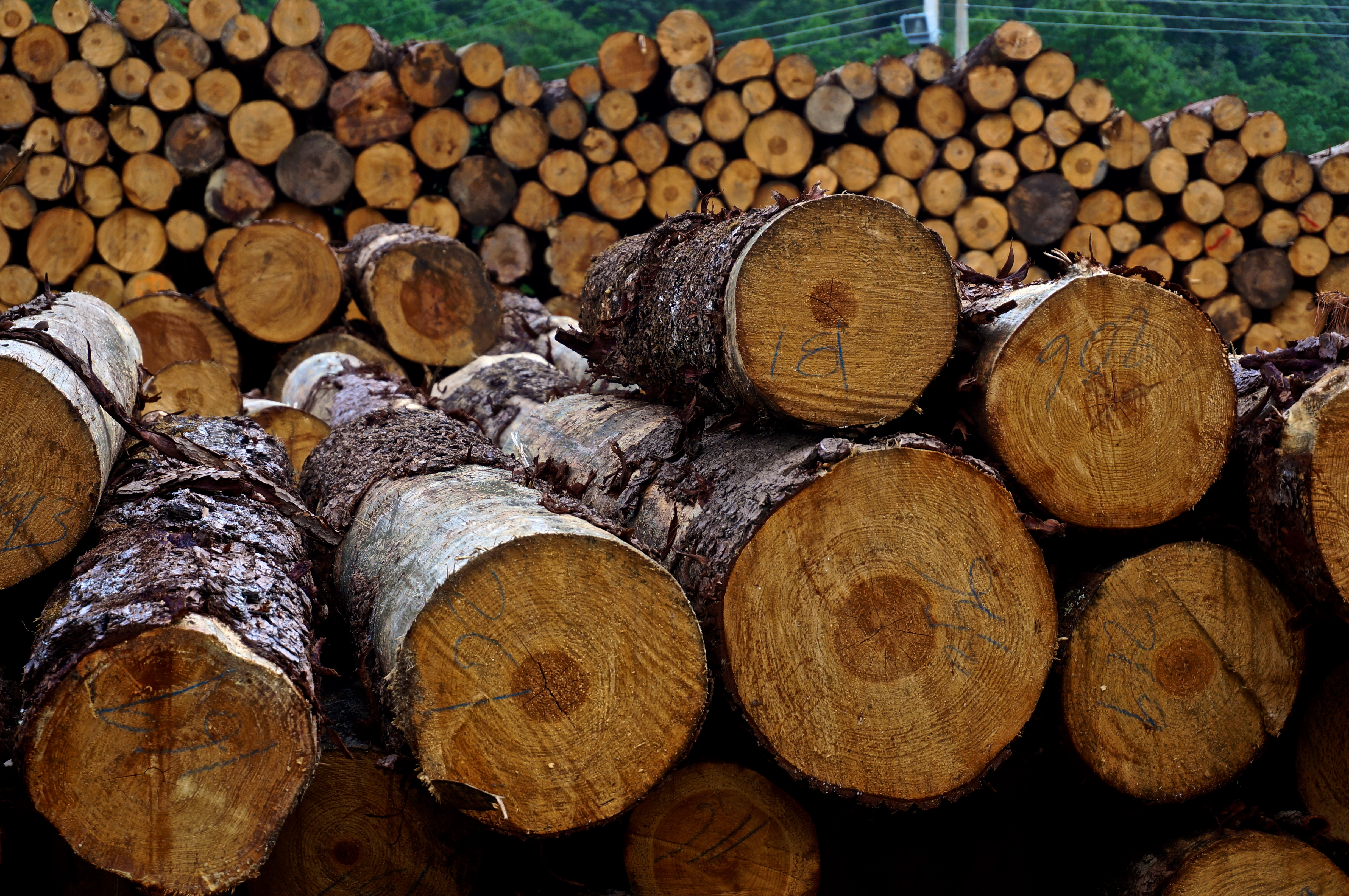
Troncs d'arbres appartenant à une forêt communautaire située dans l’État de Oaxaca, Mexique.

Une forêt communautaire est une forêt gérée de manière collective par les populations vivant localement.
La FAO définit la foresterie communautaire comme « toutes les situations dans lesquelles les populations locales sont étroitement associées à une activité forestière ».
Ce mode de gestion permet notamment de limiter la déforestation.

## Présence dans le monde
Les forêts communautaires sont présentes en Afrique, Amérique centrale et Asie, notamment au Cameroun, Gabon, Gambie, Mexique, Mozambique, Népal, Nicaragua, République démocratique du Congo, Togo et Vietnam.

### Cameroun
Au Cameroun, « les forêts communautaires (FC) font partie des dispositifs prévus par la loi forestière de 1994 pour faciliter la participation des communautés locales à la gestion durable et équitable des ressources naturelles, et leur accès aux bénéfices sociaux et économiques de ces ressources. Cette loi et son décret d’application de 1995 définissent une FC comme une zone du domaine forestier non-permanent (terres forestières susceptibles d’être affectées à des utilisations autres que forestières), pouvant mesurer jusqu’à 5000 ha, et faisant l’objet d’une convention de gestion entre une communauté villageoise et l’administration des forêts. ».
La première forêt communautaire labellisée est l'association villageoise COFAYET (communauté des familles Ando’o-Yetsang) en 1997.

### Côte d'Ivoire
D'après le code forestier, une forêt communautaire correspond à « toute forêt située dans le domaine forestier national, appartenant à une communauté donnée et enregistrée en son nom. »

### Gabon
Au Gabon, une forêt communautaire est définie par l'Article 156 de la loi 16/2001 : « La forêt communautaire est une portion du domaine forestier rural affectée à une communauté villageoise en vue de mener des activités ou d'entreprendre des processus dynamiques pour une gestion durable des ressources naturelles à partir d'un plan de gestion simplifié », précisé par le décret n°001028/PR/MEFEPEPN, décret fixant les conditions de création de forêts communautaires.

### République du Congo
La foresterie communautaire a été reconnue dans la loi forestière du pays et vise à permettre aux Peuples Autochtones et Communautés Locales (PACL) de détenir et de gérer collectivement et légalement une partie des terres et des ressources forestières. 

## Exemple de forêt communautaire
- Forêt communautaire d'Alibi 1 (Togo)